# Abella Danger
Abella Danger, pseudoniem van Rosa Luisa Cruz (Miami, 19 november 1995), is een Amerikaans pornoactrice.

## Carrière
Danger maakte in juli 2014 haar debuut als pornoactrice bij Bang Bros onder de naam Bella Danger. In 2015 won Danger haar eerste pornoprijs en in 2016 brak ze door en won ze zowel bij de XRCO Awards, de XBIZ Awards als ook bij de AVN Awards de award voor Best New Starlet. Danger acteert zowel in heteroseksuele als in lesbische scènes.

## Filmografie (selectie)

### Lesbisch
- 2014: Belladonna: Fetish Fanatic 15
- 2015: The Booty Queen
- 2015: Lesbian Adventures: Wet Panties Trib 7
- 2015: Lesbian Fanatic
- 2015: Squirt in My Gape 4
- 2015: Lesbian Adventures: Strap-On Specialists 9
- 2015: Girl Train 5
- 2015: Dana DeArmond Loves Girls
- 2015: Babes Illustrated: Girls in Lust
- 2016: Don't Tell Daddy
- 2016: Project Pandora: A Psychosexual Lesbian Thriller
- 2016: Kittens and Cougars 11
- 2016: Lesbian Analingus 9
- 2016: Your Dirty Daughter
- 2016: Riley and Abella
- 2016: Seduction of Abella Danger
- 2017: Art of Older Women
- 2017: Lesbian Anal Asses
- 2017: Lesbian Anal Strap-On
- 2018: 1st Lesbian Anal
- 2018: Whorecraft: Legion of Whores Vol. 1
- 2018: Lesbian Encounters
- 2018: Lesbian DP
- 2019: Lesbian Stepsisters 8
- 2019: Hot and Mean 19
- 2019: Girls Gone Pink 8
- 2021: Oops I Squirted!
- 2021: One Last Fling
- 2021: Pussy Lust 9
- 2022: Your Breasts, Your Choice
- 2022: Rub, Lick and Suck My Wet Pussy #4

- 2023: Lesbians For Days 2
- 2023: Schoolgirls Business
- 2025: Wet Wet Wet

### Heteroseksueel
- 2014: Lick It Up 6
- 2015: Slurpy Throatsluts 3
- 2015: Internal Damnation 9
- 2015: Flesh
- 2015: Oil Overload 13
- 2015: Monsters of Cock 54
- 2015: Babysitters Taking on Black Cock 2
- 2015: Manuel Ferrara's Reverse Gangbang 3
- 2015: All Access: Abella Danger
- 2015: Big Round Asses
- 2015: Girls of Bang Bros 45: Abella Danger
- 2015: Manuel's Fucking POV 4
- 2015: Oil Overload 13
- 2015: Sleeping With Danger
- 2015: True Detective: a XXX Parody
- 2016: Abella
- 2016: Reunited
- 2016: Manuel DPs Them All 5
- 2016: Asshole Training 2
- 2016: Danger Ass
- 2016: Mouth Service
- 2016: Perv City University Anal Majors 2
- 2016: Rocco's Perfect Slaves 9
- 2017: Abella Danger 1
- 2017: Abella Danger is a Dangerous Treat
- 2017: Gape Queens
- 2017: Riley Goes Gonzo 2
- 2017: Jews Love Black Cock
- 2017: Jessica Drake Is Wicked
- 2017: Psychotic Behaviour
- 2017: One Step Ahead
- 2017: Teens Love Huge Cocks 18
- 2018: World Of BangBros: She Likes It Rough Vol. 1
- 2018: The Darkest Shade
- 2018: Paparazzi
- 2019: The Invitation
- 2019: Her First Threesome
- 2019: Her & Him (kortfilm, regie: Bella Thorne)
- 2021: My Wife's Cool with It
- 2023: Big Dick For Young Chicks Vol. 2
- 2023: Wet & Wild Asses Vol. 12
- 2023: Best Big Booty Babes 2
- 2023: Bubble Butt Anal Slut 13

### Reguliere films
- Pleasure (2021)
- Bella Thorne & Juicy J - In You (2021); videoclip
- Bella Thorne - Shake It (2021); videoclip
- Borgore - 911 (2019); videoclip
- Patron of the Tarts: The Story of Mark Spiegler (2019); documentaire over Mark Spiegler
- X-Rated 2: The Greatest Adult Stars of All Time! (2016); documentaire
- Rocco (2016); documentaire over Rocco Siffredi

## Gewonnen prijzen
- 2015: Spank Bank Awards, categorie Best Cushion For The Pushin'[1]
- 2016: AVN Awards, categorie Best New Starlet[2][3]
- 2016: AVN Awards, categorie Hottest Newcomer (Fan Award)[2][3]
- 2016: XBIZ Awards, categorie Best New Starlet[4]
- 2016: XRCO Awards, categorie Best New Starlet[5]
- 2016: NightMoves Awards, categorie Best Female Performer - Editor's Choice[6]
- 2017: AVN Awards, categorie Best Star Showcase voor Abella (Hard X)[7]
- 2017: Spank Bank Awards, categorie Bad Ass Brunette of the Year[8]
- 2017: Spank Bank Awards, categorie Most Comprehensive Utilization of All Orifices[8]
- 2017: Spank Bank Technical Award, categorie Top Notch Throat Fister[8]
- 2022: Fan Award, AVN Awards 2023 categorie: "Most Amazing Ass[9]
- 2023: Fan Award, AVN Awards 2022 categorie: "Most Amazing Ass[9]

## Publicatie
- Asa Akira (red.) - Asarotica, (2017), Cleis Press (bijdrage)